# Президент Італії
Президент Італійської Республіки (італ. Presidente della Repubblica Italiana) — глава держави, представник національної єдності і гарант конституції Італії. Президент є конституційним органом держави, який обирається на спільному засіданні палат Парламенту Італії. Термін повноважень президента — 7 років.
В конституції Італії встановлено, що президентом може бути громадянин Італійської Республіки не молодше 50 років і володіє громадянськими і політичними правами.
Пост президента республіки несумісний з будь-якою іншою посадою.
Резиденція президента Італії перебуває в Римі, в Квіринальському палаці. Президенти мають в розпорядженні маєток Кастель Порціано, поблизу Риму, і Віллою Росбер в Неаполі.
Після відставки президента Італії Джорджо Наполітано, президентом є Серджо Матарелла.
Після відставки президенти Італії отримують посаду довічного сенатора і почесну посаду Почесного президента Італійської Республіки.

## Вибори
Президента обирає спеціальна колегія вибірників, що складається з сенаторів і депутатів Парламенту, які засідають разом із представниками провінцій. У виборах беруть участь по три делегати від кожної області, які обираються обласною радою із забезпеченням представництва меншини. Область Валле-д'Аоста має одного делегата.
У перших трьох турах голосування потрібно не менше 2/3 голосів для обрання кандидата. Якщо президент не обраний протягом трьох турів, у наступних потрібна проста більшість голосів (50% + 1 голос).
За тридцять днів до закінчення цього терміну голова Палати депутатів скликає Парламент і делегатів від областей на спільне засідання для обрання нового президента республіки.
Якщо палати розпущені або коли до закінчення їх повноважень залишається менше трьох місяців, вибори проводяться протягом п'ятнадцяти днів після скликання нових палат. На цей час продовжуються повноваження президента, що перебуває на посаді.
Якщо президент Італії не може виконувати свої обов'язки, то його повноваження переходять до голови Сенату.
Президент вступає на посаду після прийняття Присяги.

## Повноваження президента
У конституції перераховані всі повноваження президента.
До компетенції глави держави належать такі питання:
- Може направляти палатам послання.
- Призначає вибори палат Парламенту і визначає день їх першого засідання.
- Санкціонує подання палатам урядові законопроєкти.
- Підписує закони, видає декрети, які мають силу закону, і постанови (акти президента Італії не дійсні, якщо вони не контрасигновано міністрами, які їх запропонували, які за ці акти відповідальні, а акти, що мають силу закону, і інші зазначені в законі акти контрасигнуються також головою Ради міністрів).
- Призначає народний референдум у випадках, передбачених конституцією.
- Призначає у випадках, зазначених законом, посадових осіб держави.
- Акредитує і приймає дипломатичних представників.
- Ратифікує міжнародні договори, у відповідних випадках — з попереднього дозволу палат Парламенту.
- Оголошує, за рішенням палат Парламенту, стан війни.
- Здійснює помилування і пом'якшення покарання.
- Нагороджує державними нагородами Італії.
- Заслухавши голів палат Парламенту, може розпустити обидві палати або одну з них (не може скористатися цим правом в останні шість місяців своїх повноважень).
- Призначає 1/3 суддів Конституційного суду Італії.

Президент є:
- Командувачем Збройними силами.
- Головою Верховної ради оборони.
- Головою Вищої ради магістратури.

Президент Італії не відповідальний за дії, вчинені під час виконання своїх функцій, виключаючи державну зраду або посягання на конституцію. У таких випадках він віддається суду Парламентом на спільному засіданні палат абсолютною більшістю голосів її членів.

## Асигнування на утримання президента Італії
Асигнування встановлюються в бюджеті країни.